# Полонянки (фільм, 1952)
«Полонянки» (англ. Captive Women) — американський постапокаліптичний чорно-білий фільм 1952 р. У 1956 р. перевиданий під назвою 1000 років (англ. 1000 Years from Now). У Великій Британії фільм відомий як 3000 рік н.е. (англ. 3000 AD). Події розгортаються навколо наслідків ядерної війни та життя після неї.

## Сюжет
Сюжет розвивається у майбутньому постапокаліптичному Нью-Йорку. Два племені, «норми» та «мутуючі», ведуть бої на залишках міста. Пізніше вони об'єднуються, щоб протистояти третьому племені, «надрічкові люди», які вторгаються до Манхеттена через тунель Хадсон, щоб вкрасти жінок інших племен.